# Rosa García-Malea López
Rosa María García-Malea López (née en 1981) est depuis 2006 la première femme pilote de chasse de l'armée de l'air espagnole.

## Biographie
Rosa García-Malea López nait en 1981 à Almería en Espagne, d'un père directeur de banque et d'une mère enseignante.
Elle est la première aviatrice de l'armée de l'air espagnole qualifiée en 2006 aux commandes d'un F/A-18 Hornet, sur la base aérienne de Saragosse. Elle participe à la guerre de Libye en 2011. Après 15 ans de service et plus de 1 250 heures de vol, elle est en 2017 la première femme à intégrer la patrouille d'acrobatie aérienne Patrulla Águila au sein de laquelle elle pilote un Casa C-101.
Elle reçoit en 2018 la médaille d'Andalousie.